# 中国人民解放军南部战区陆军
中国人民解放军南部战区陆军（英文：Southern Theater Command Ground Force），机关驻地南宁市，是中国人民解放军南部战区的陆军。

## 沿革
2015年12月31日，中国人民解放军陆军领导机构正式成立。2016年2月1日，中国人民解放军战区成立大会在北京八一大楼举行。中共中央总书记、国家主席、中央军委主席习近平向东部战区、南部战区、西部战区、北部战区、中部战区授予军旗并发布训令。中国人民解放军南部战区陆军机关驻广西壮族自治区南宁市。南部战区陆军部队来自原广州军区、成都军区。

## 编制

### 本级中共组织
- 中国共产党中国人民解放军南部战区陆军委员会

### 机关职能部门
- 参谋部
- 政治工作部
- 后勤部
- 装备部
- 纪律检查委员会

### 直属单位
- 陆军鹿寨合同战术训练基地
- 中国人民解放军陆军第三综合训练基地
- 中国人民解放军陆军第四综合训练基地

### 直属部队
集团军
- 陆军第七十四集团军（驻广东惠州）
- 陆军第七十五集团军（驻云南昆明）

直属部队
- 驻香港部队合成旅 （驻香港元朗，行政上归属驻港部队，战时纳入南部战区陆军指挥体系）
- 侦察情报第二旅
- 信息保障第二旅
- 电子对抗第二旅
- 远程火箭炮兵第二旅
- 海防第三一一旅（驻广东珠海）
- 海防第三一二旅（驻海南儋州）
- 边防第三一三旅（驻广西凭祥）
- 边防第三一四旅（驻云南红河州）
- 边防第三一五旅（驻云南西双版纳州）
- 边防第三一六旅（驻云南临沧）
- 边防第三一七旅（驻云南德宏州）

## 历任领导
| 司令员 1. 刘小午 中将（2016年—2017年） 2. 张践 中将（2017年9月—2023年5月） 3. 胡中强 中将（2023年5月—） 副司令员 - 赵冀鲁 少将（2016年—2017年4月） - 陶炳兰 少将（2016年—） | 政治委员 1. 白吕 中将（2016年—2020年） 2. 方永祥 中将（2021年12月—） 副政治委员 - 陈杰 少将（2016年—2016年8月逝世） - 刘嘉 少将（2017年—） |

| 参谋长 1. 韩鹏 少将（2016年—） 副参谋长 - 安学 少将（2016年—） - 黄克超 少将（2016年—） | 政治工作部主任 1. 张孟滨 少将（2016年—2016年） 2. 祝运璇 少将（2016年—） 政治工作部副主任 - 杨广雨（2016年—） - 张剑（2016年—） |

| 后勤部部长 1. 贾祥玉 少将（2016年—） 后勤部副部长 - 曾赠（2016年—） - 徐先平（2016年—） | 装备部部长 1. 陶方元 少将（2016年—） 装备部副部长 - 曾惠平（2016年—） - 鲁君虎（2016年—） |

纪律检查委员会书记
1. 马必强 少将（2016年—2019年）[8][24]
2. 孙广英少将（2019年—）[25]

纪律检查委员会副书记
- 尹红星（2016年—2018年）[15]